# Sofia Mattsson
Sofia Magdalena Mattsson (Gällivare, 11 de novembre de 1989) és una esportista sueca que competeix en lluita d'estil lliure, guanyadora de 6 medalles en el Campionat Mundial de Lluita entre els anys 2009 i 2015, i 7 medalles en el Campionat Europeu de Lluita entre els anys 2007 i 2016.
En els Jocs Europeus de Bakú 2015 va obtenir la medalla d'or en la categoria de 55 kg. Va participar en dos Jocs Olímpics d'Estiu, ocupant el 7è lloc a Londres 2012 i el 12è lloc a Pequín 2008.
La seva germana Johanna també competeix en lluita lliure.

## Palmarès internacional
| Campionat Mundial | Campionat Mundial                     | Campionat Mundial | Campionat Mundial |
| Any               | Lloc                                  | Medalla           | Categoria         |
| ----------------- | ------------------------------------- | ----------------- | ----------------- |
| 2009              | Herning ( Dinamarca) Dinamarca        | 1                 | Lliure 51 kg      |
| 2010              | Moscou (Rússia) Rússia                | 3                 | Lliure 51 kg      |
| 2011              | Istanbul ( Turquia) Turquia           | 2                 | Lliure 59 kg      |
| 2013              | Budapest ( Hongria) Hongria           | 2                 | Lliure 55 kg      |
| 2014              | Taskent ( Uzbekistan) Uzbekistan      | 2                 | Lliure 53 kg      |
| 2015              | Las Vegas (Estats Units) Estats Units | 2                 | Lliure 53 kg      |
| Jocs Europeus     |                                       |                   |                   |
| Any               | Lloc                                  | Medalla           | Categoria         |
| 2015              | Bakú ( Azerbaidjan) Azerbaidjan       | 1                 | Lliure 55 kg      |
| Campionat Europeu |                                       |                   |                   |
| Any               | Lloc                                  | Medalla           | Categoria         |
| 2007              | Sofia ( Bulgària) Bulgària            | 3                 | Lliure 48 kg      |
| 2008              | Tampere ( Finlàndia) Finlàndia        | 2                 | Lliure 51 kg      |
| 2010              | Bakú ( Azerbaidjan) Azerbaidjan       | 1                 | Lliure 51 kg      |
| 2012              | Belgrad ( Sèrbia) Sèrbia              | 2                 | Lliure 55 kg      |
| 2013              | Tiflis ( Geòrgia) Geòrgia             | 1                 | Lliure 55 kg      |
| 2014              | Vantaa ( Finlàndia) Finlàndia         | 1                 | Lliure 55 kg      |
| 2016              | Riga ( Letònia) Letònia               | 1                 | Lliure 53 kg      |